# Magua River
Der Magua River ist ein kurzer Fluss im Osten von Dominica im Parish Saint David.

## Geographie
Der Magua River entspringt auf dem Hügelkamm westlich von Atkinson und erhält in seinem kurzen Lauf nach Nordwesten Zuflüsse von Fibaukati Ravine und Kusana Ravine.
Er mündet östlich des Pagua River in die Pagua Bay.
Die Quellen entstehen aus demselben Grundwasserleiter wie die östlich benachbarten Big Ravine und Waynika Ravine.